# Otoyol 1
Pour les articles homonymes, voir O1.

L'autoroute O1 (turc : Otoyol 1 ou 1. Çevreyolu) désigne le périphérique intérieur d'İstanbul, en Turquie. Il comporte 4 voies dans chaque sens et franchit le détroit du Bosphore via le pont du Bosphore. Le périphérique est payant lors du passage sur le pont.